# Audi 100
Audi 100 je automobilem vyšší střední třídy, který v letech 1968 až 1994 vyráběla německá automobilka Audi. Vyrábělo se jako sedan nebo kombi. Jeho nástupcem bylo Audi A6.

## Audi 100 C1
Audi 100 C1 vyráběno v letech 1968 až 1976 . S motory 1.8 a 1.9 L. K dispozici také jako Coupe.

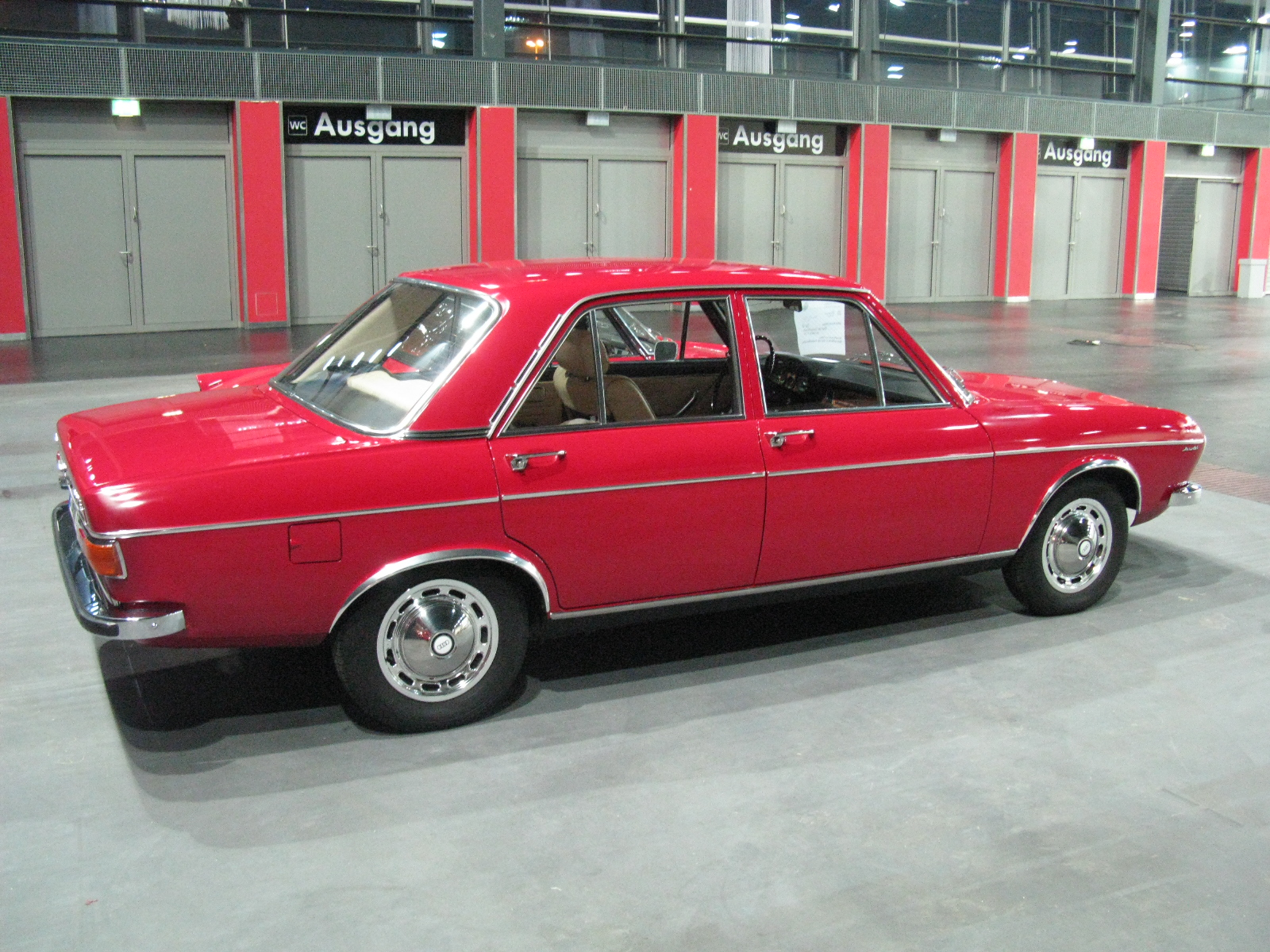
Audi 100 LS čtyřdveřový (1971–1973)
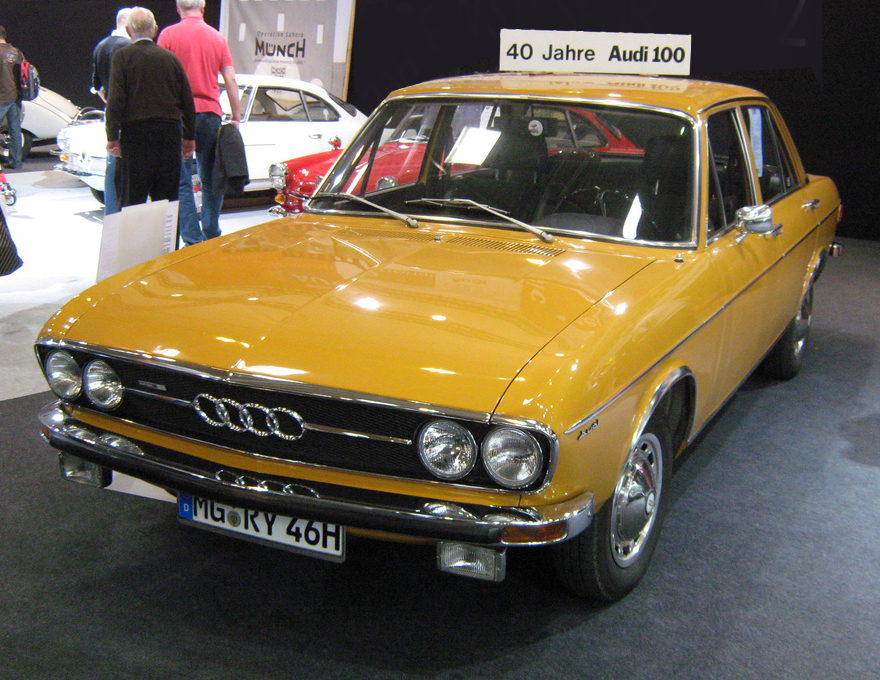
Audi 100 GL (1971–1973)
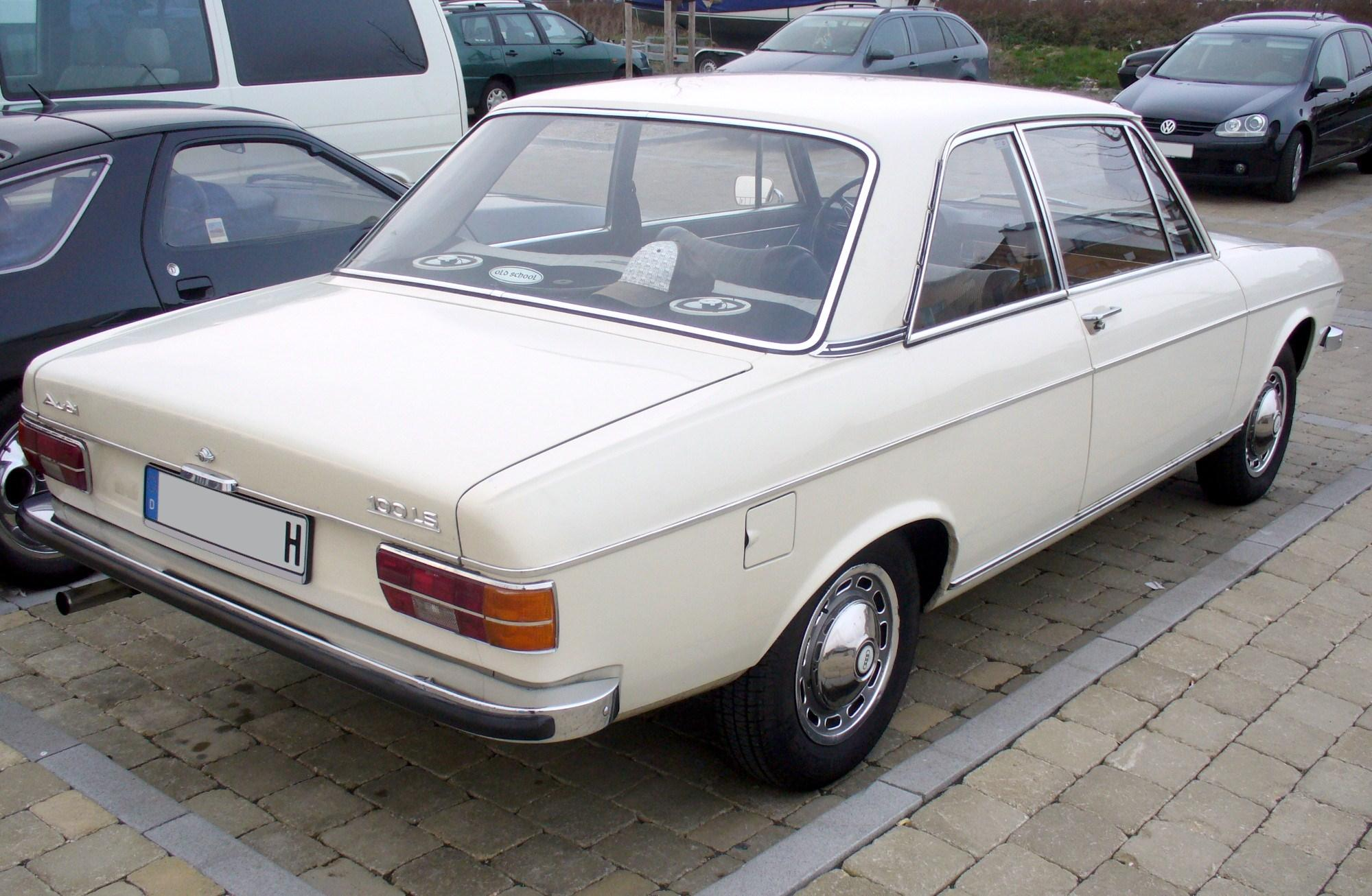
Audi 100 dvoudveřový (1973–1974)
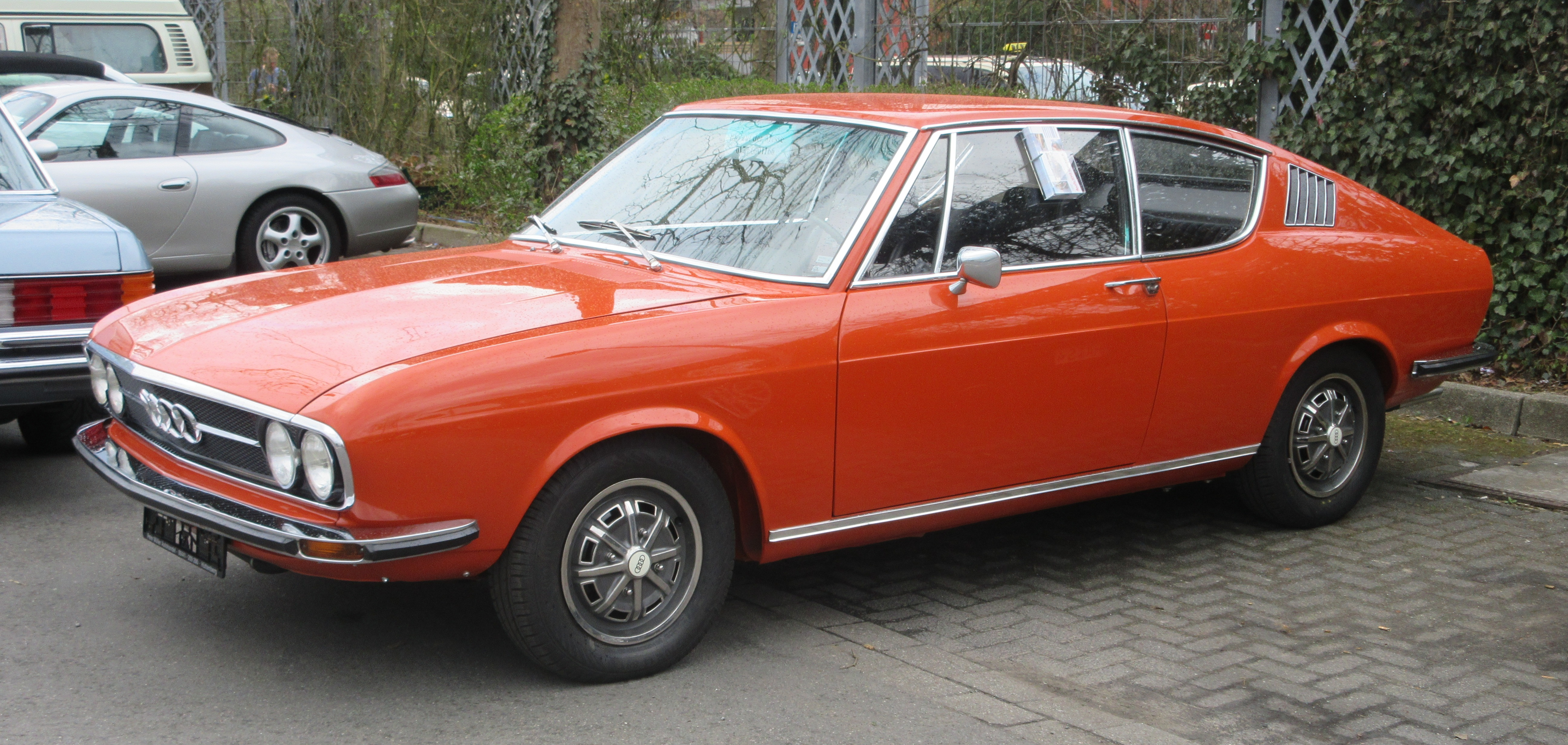
Audi 100 Coupé S (1970–1973)
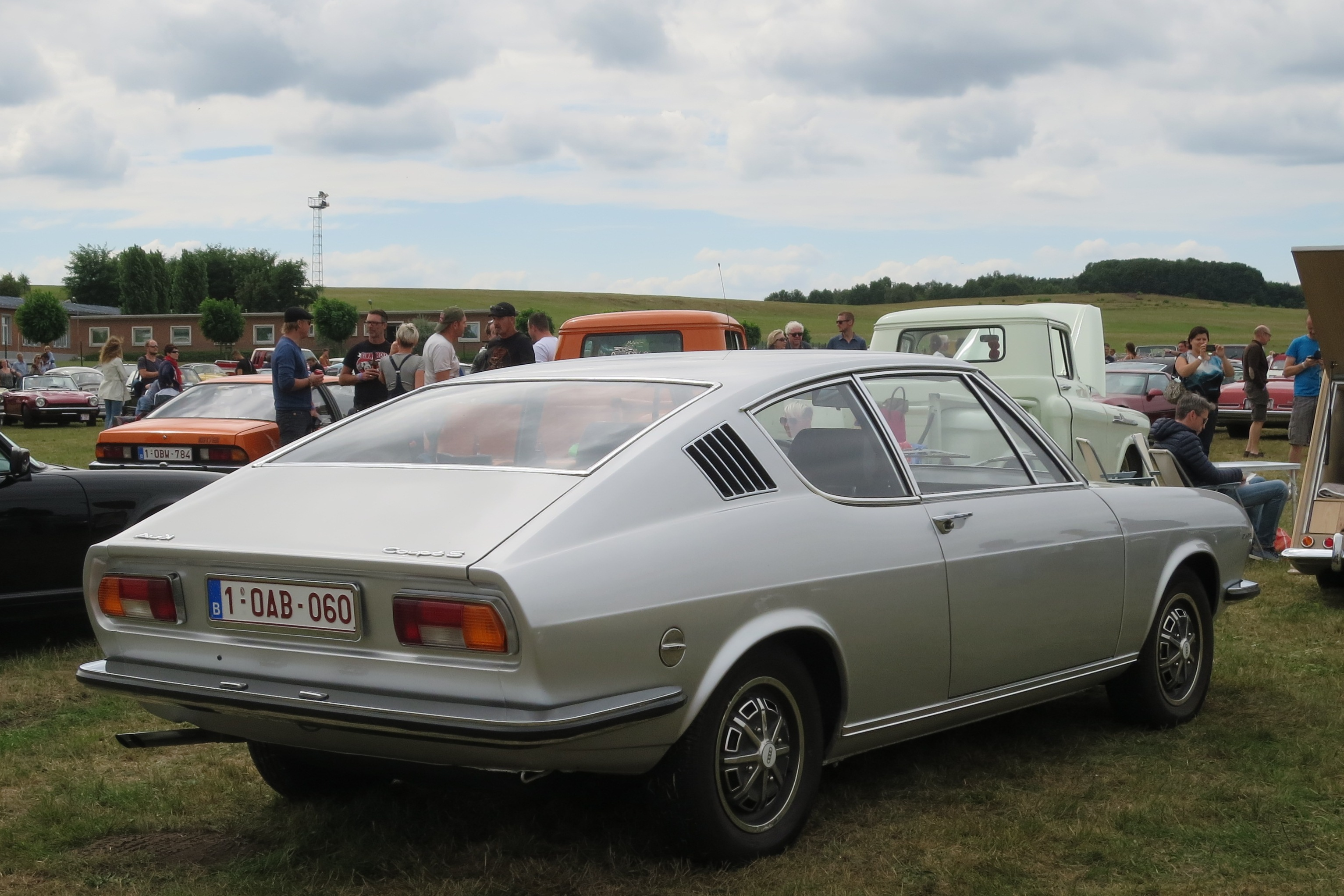
Zadní část
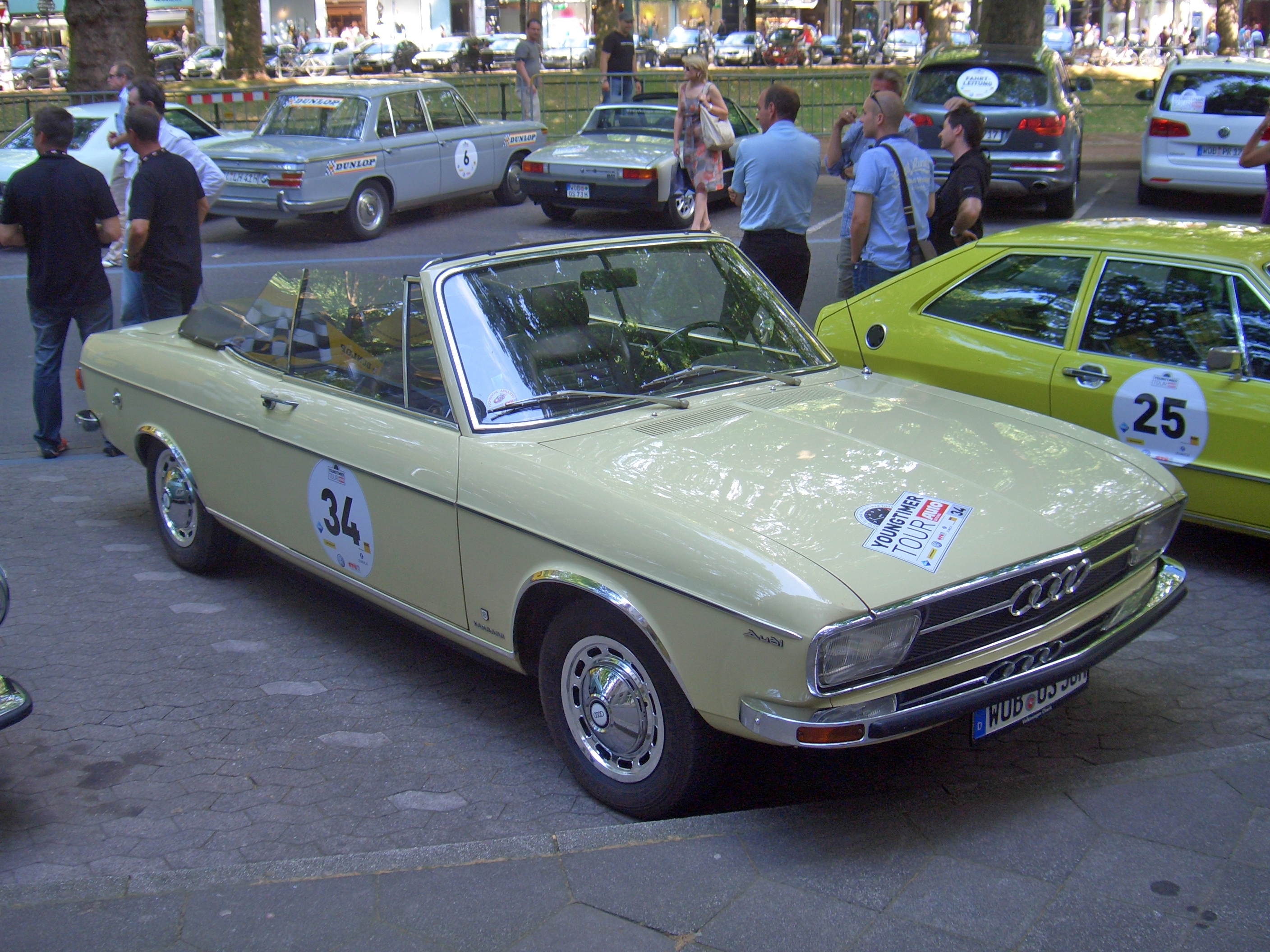
Audi 100 Cabrio (Karmann, 1969)

### Audi 100 Coupé S
Verze Coupé byla dvoudveřovým kupé odvozeným od Audi 100 se zkosenou střechou v zadní části. Tento typ karoserie se nazývá Fastback. Výroba začala na podzim roku 1970. Svou délkou 4400 mm bylo o 200 mm kratší než klasický sedan. O 120 mm na konečných 2560 mm byl zkrácen rozvor náprav. Mezi lety 1970 až 1971 automobil disponoval motorem o objemu1871 cm³ , výkonem 115 koní, který byl plněný dvěma karburátory Solex. Této motorizace však bylo vyrobeno pouze pár stovek kusů. Tato verze je v dnešní době nesmírně vzácná ceněná . V roce 1972 ji nahradila jednokarburátorová verze o výkonu 112 koní při 5800 otáčkách za minutu. Maximální rychlost byla 183 km/h a dosahoval průměrné spotřeby 14 litrů na 100 km. Převodovka byla čtyřstupňová. Později třístupňová automatická pocházející od automobilky Volkswagen.
Vzhledově byl podobný vozům Fiat Dino, Mitsubishi Celeste nebo Ford Mustang. Podobnost byla v mnoha detailech, zejména okolo zadního okna a světlometů.
Vůz byl ve své době velmi drahý. Jeho cena se pohybovala na úrovni Porsche 911. V letech 1971 až 1976 bylo celkem vyrobeno 30 687 vozů.

## Audi 100 C2

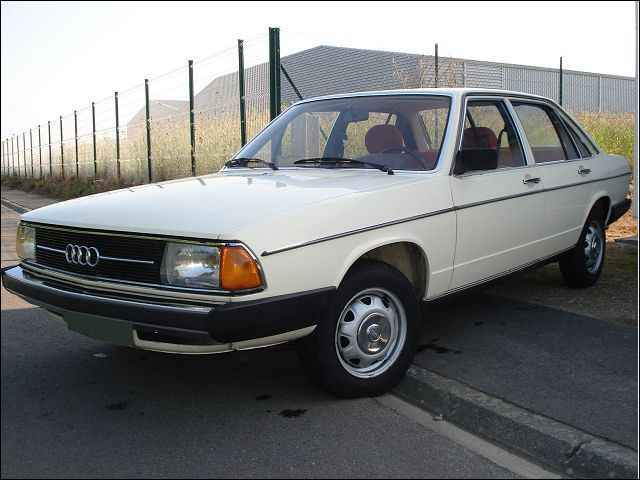
Audi 100 C2 (1976–1979)

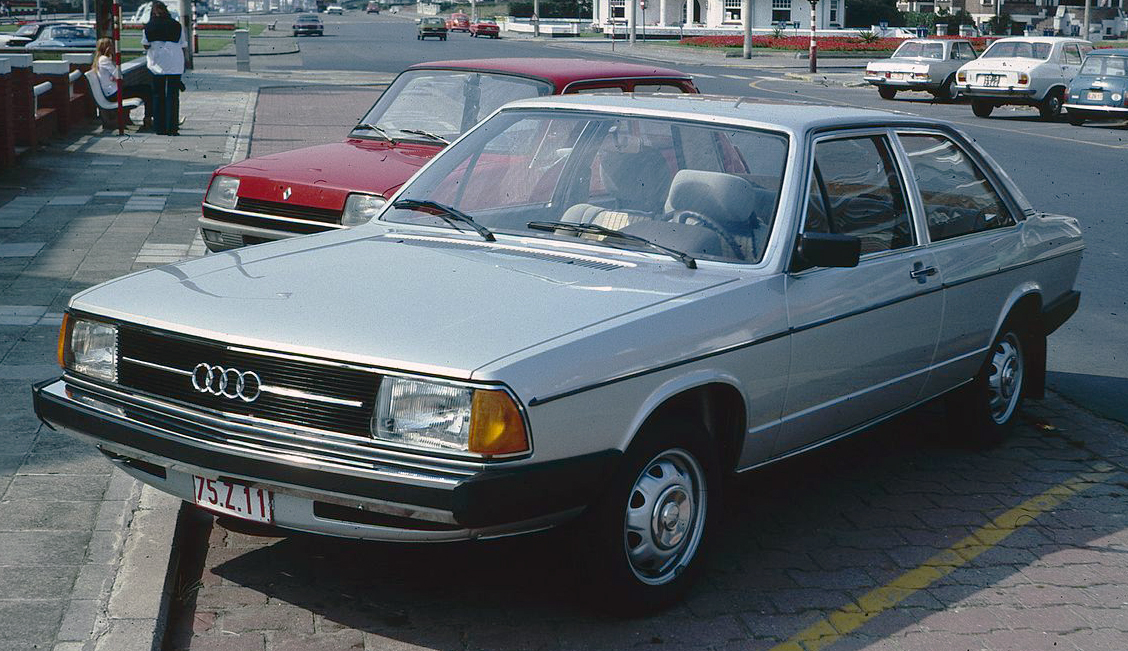
Dvoudveřové Audi 100 (1977–1979)

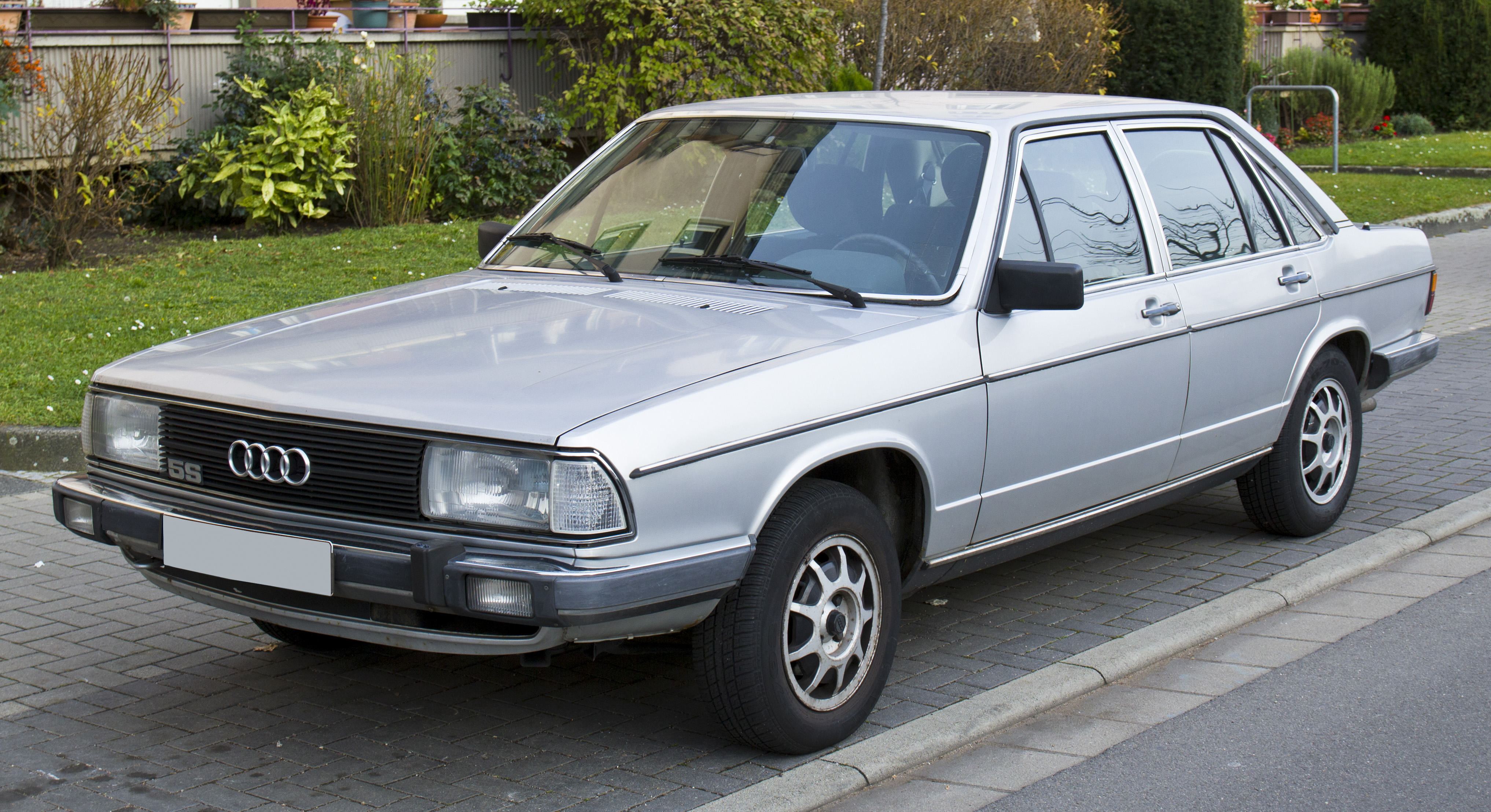
Audi 100 (1979–1982)

Audi 100 C2 se vyráběla od roku 1976 do roku 1982. K dispozici s motory od 1,6 do 2,1 litru o výkonu 63 kW až 100 kW.
Jednotlivé verze v závorce je kód motoru:
1976–1978
Audi 100 "S" standardní výbava (WA) ***
Audi 100 LS, luxusní vybavení (WA)
Audi 100 GLS, nejlepší vybavení (WA)
1977–1978
Audi 100, standardní výbava (YV) **
Audi 100 L (5e), luxusní vybavení (YV, WC) **
Audi 100 GL (5e), nejlepší vybavení (YV, WC)
1978–1981
Audi 100 (5e, 5S), základní výbava (YV, WC, WB) * **
Audi 100 L (5e, 5S, 5D), luxusní vybavení (YV, WC, WB, CN) **
Audi 100 GL (5e, 5S, 5D), nejlepší vybavení (YV, WC, WB, CN)
Audi 100 CD (5e, 5S, 5D), luxusní vybavení (WC, WB, CN)
1980–1981
Audi 100 formel E, vybavení odpovídá Audi 100 l, spotřeba optimalizované (YV)
1981–1982
Audi 100 C (5e, 5S, 5D, 5), ukládání verzi, (YV, WC, WB, CN, WH) **
Audi 100 CL (5e, 5S, 5D, 5, turbo diesel), základní vybavení, (YV, WC, WB, CN, WH, DE) **
Audi 100 GL (5e, 5S, 5D, 5, turbo diesel), luxusní vybavení, (YV, WC, WB, CN,
WH, DE)
Audi 100 CD (5e, 5S, 5D, 5), luxusní vybavení (WC, WB, CN, WH)
Audi 100 CS (5e, 5S, 5D), sportovní vybavení (YV, WC, WB, CN)
Audi 100 formel E, vybavení odpovídá Audi 100 CL, (YV)
(*) Není k dispozici jako Avant
(**) Je k dispozici také se dvěma dveřmi
(***) Byl také nazýván "Audi 100", logický název by byl "Audi 100 S"

## Audi 100 C3

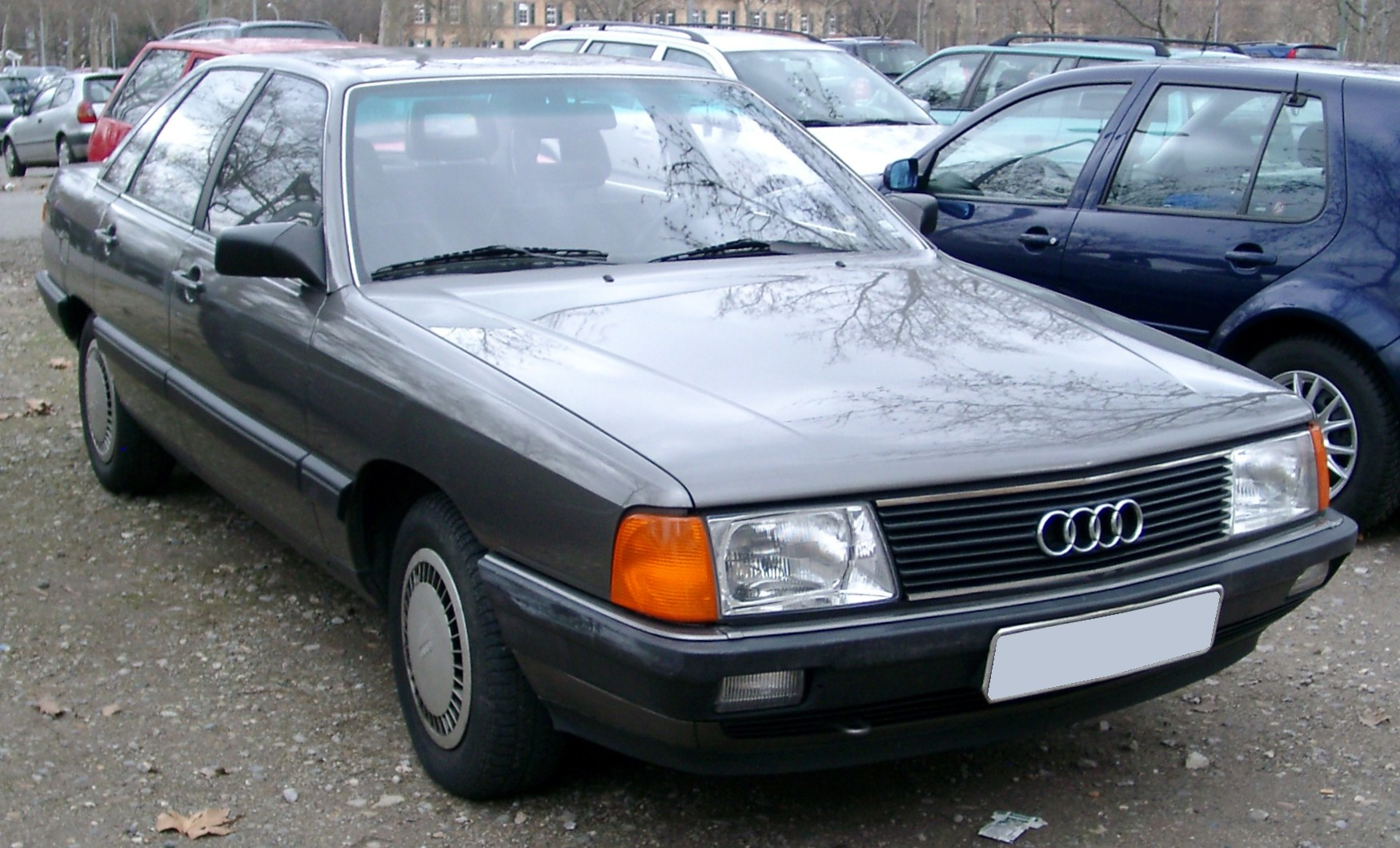
Audi 100 CC, (1982–1988)

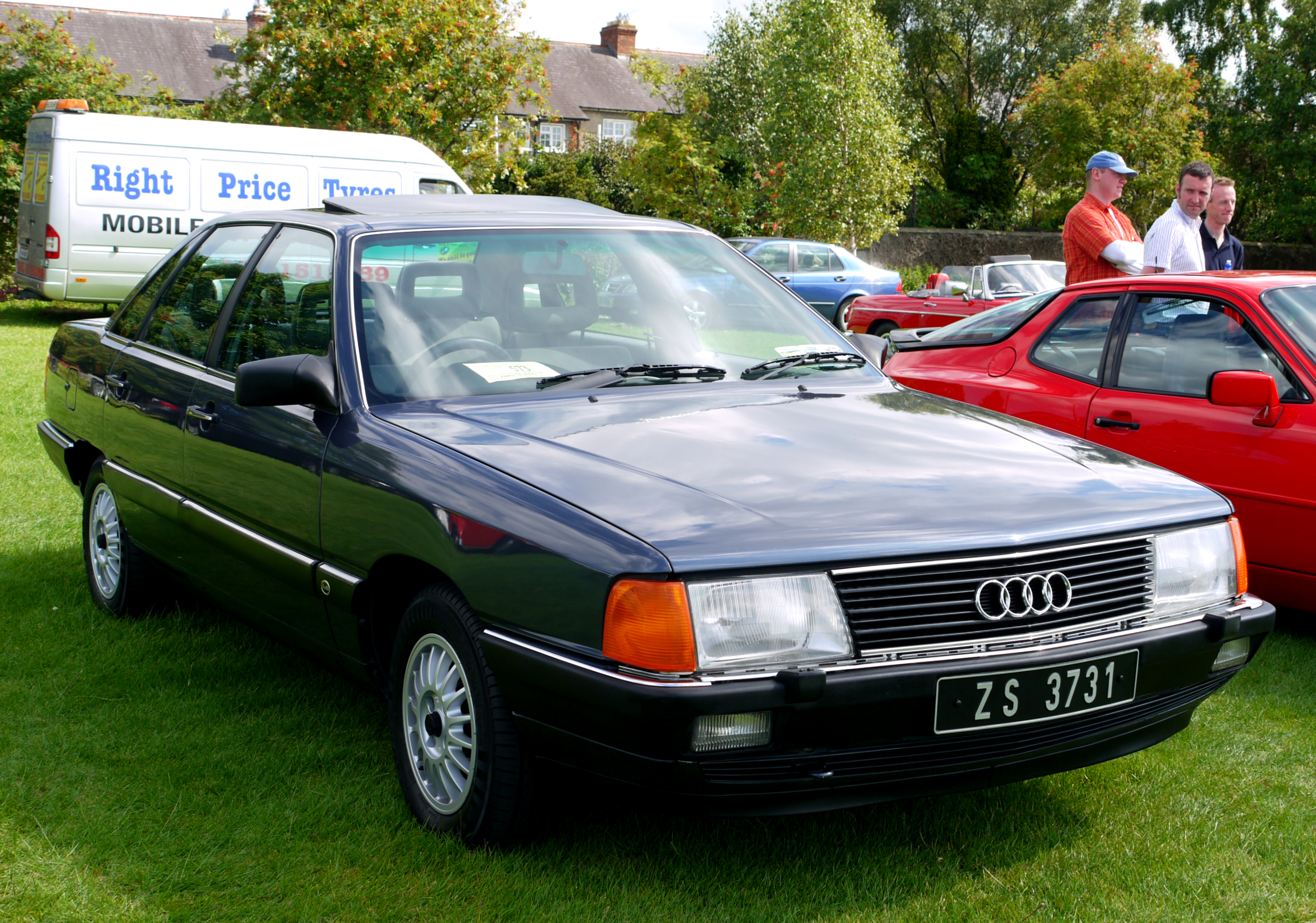
Audi 100 CS (1985–1988)

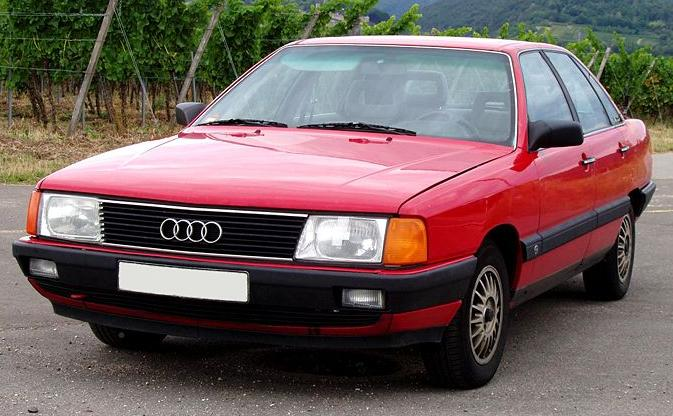
Audi 100 C3, BJ 1987

Revoluční třetí generace byla vyráběná od roku 1982 do 1991 a byla autem roku 1983 . Měla vynikající aerodynamiku Cx 0,30 se základním čtyřválcem. Motory byly opět čtyř a pětiválcové s výkonem od 55 kW po 121 kW. Karoserie 4dveřový sedan a 5dveřové kombi tradičně zvané Avant. Na přání možná varianta 4×4 s označením quattro.

### Benzinové motory
| Model         | Objem (cm³) | Kód motoru | Vstřikování  | Výkon           | Poznámka                       | Datum výroby    |
| čtyřválec     | čtyřválec   | čtyřválec  | čtyřválec    | čtyřválec       | čtyřválec                      | čtyřválec       |
| ------------- | ----------- | ---------- | ------------ | --------------- | ------------------------------ | --------------- |
| 1.8           | 1781        | DR         | Karburátor   | 55 kW (75 PS)   | Bez katalyzátoru               | 08.1982–12.1987 |
| 1.8           | 1781        | SH         | Karburátor   | 65 kW (88 PS)   | také quattro, Katalyzátor      | 02.1986–07.1990 |
| 1.8           | 1781        | 4B         | Monojetronik | 66 kW (90 PS)   | Katalyzátor                    | 01.1988–09.1989 |
| 1.8           | 1781        | DS         | Karburátor   | 66 kW (90 PS)   | Bez katalyzátoru               | 08.1983–07.1989 |
| 1.8           | 1781        | PH         | KE-Jetronic  | 66 kW (90 PS)   | také quattro, Katalyzátor      | 04.1985–12.1990 |
| Pětiválec     |             |            |              |                 |                                |                 |
| 1.9           | 1921        | WH         | Karburátor   | 74 kW (100 PS)  | Bez katalyzátoru               | 08.1982–07.1984 |
| 2.0           | 1994        | SL         | K-Jetronic   | 83 kW (113 PS)  | Katalyzátor                    | 02.1986–12.1987 |
| 2.0           | 1994        | KP         | K-Jetronic   | 85 kW (115 PS)  | Bez katalyzátoru               | 08.1984–12.1987 |
| 2.0           | 1994        | RT         | K-Jetronic   | 85 kW (115 PS)  | Katalyzátor                    | 01.1988–12.1990 |
| 2.1           | 2144        | WC         | K-Jetronic   | 100 kW (136 PS) | Bez katalyzátoru               | 08.1982–07.1984 |
| 2.2 KAT       | 2226        | KZ         | KE-Jetronic  | 85 kW (115 PS)  | Katalyzátor                    | 10.1984–09.1986 |
| 2.2 E quattro | 2226        | PX         | K-Jetronic   | 88 kW (120 PS)  | Katalyzátor                    | 09.1988–11.1990 |
| 2.2           | 2226        | KF         | K-Jetronic   | 96 kW (131 PS)  | Bez katalyzátoru               | 02.1982–07.1984 |
| 2.2           | 2226        | KU         | K-Jetronic   | 101 kW (138 PS) | také quattro, Bez katalyzátoru | 08.1984–12.1990 |
| 2.2 E Turbo   | 2226        | MC         | K-Jetronic   | 121 kW (165 PS) | také quattro, Katalyzátor      | 08.1986–11.1990 |
| 2.3 E         | 2309        | NF         | KE-Jetronic  | 100 kW (136 PS) | také quattro, Katalyzátor      | 10.1986–11.1990 |
| 2.3           | 2309        | HX         | K-Jetronic   | 101 kW (138 PS) | Bez katalyzátoru               | 08.1984–12.1987 |

### Diesel
| Model     | Obsah (cm³) | Kod motoru | Výkon          | Poznámka                                                 | Rok výroby      |
| Pětiválec | Pětiválec   | Pětiválec  | Pětiválec      | Pětiválec                                                | Pětiválec       |
| --------- | ----------- | ---------- | -------------- | -------------------------------------------------------- | --------------- |
| 2.0 D     | 1986        | CN         | 51 kW (69 PS)  |                                                          | 08.1982–07.1988 |
| 2.0 TD    | 1986        | DE         | 64 kW (87 PS)  | turbo                                                    | 08.1982–07.1988 |
| 2.0 TD    | 1986        | NC         | 74 kW (100 PS) | turbo a mezichladič stlačeného vzduchu                   | 03.1988–11.1990 |
| 2.4 D     | 2370        | 3D         | 60 kW (82 PS)  |                                                          | 08.1989–07.1991 |
| 2.5 TDI   | 2461        | 1T         | 88 kW (120 PS) | přímé vstřikování, turbo, mezichladič stlačeného vzduchu | 01.1990–11.1990 |